# Alfonso de Valdés

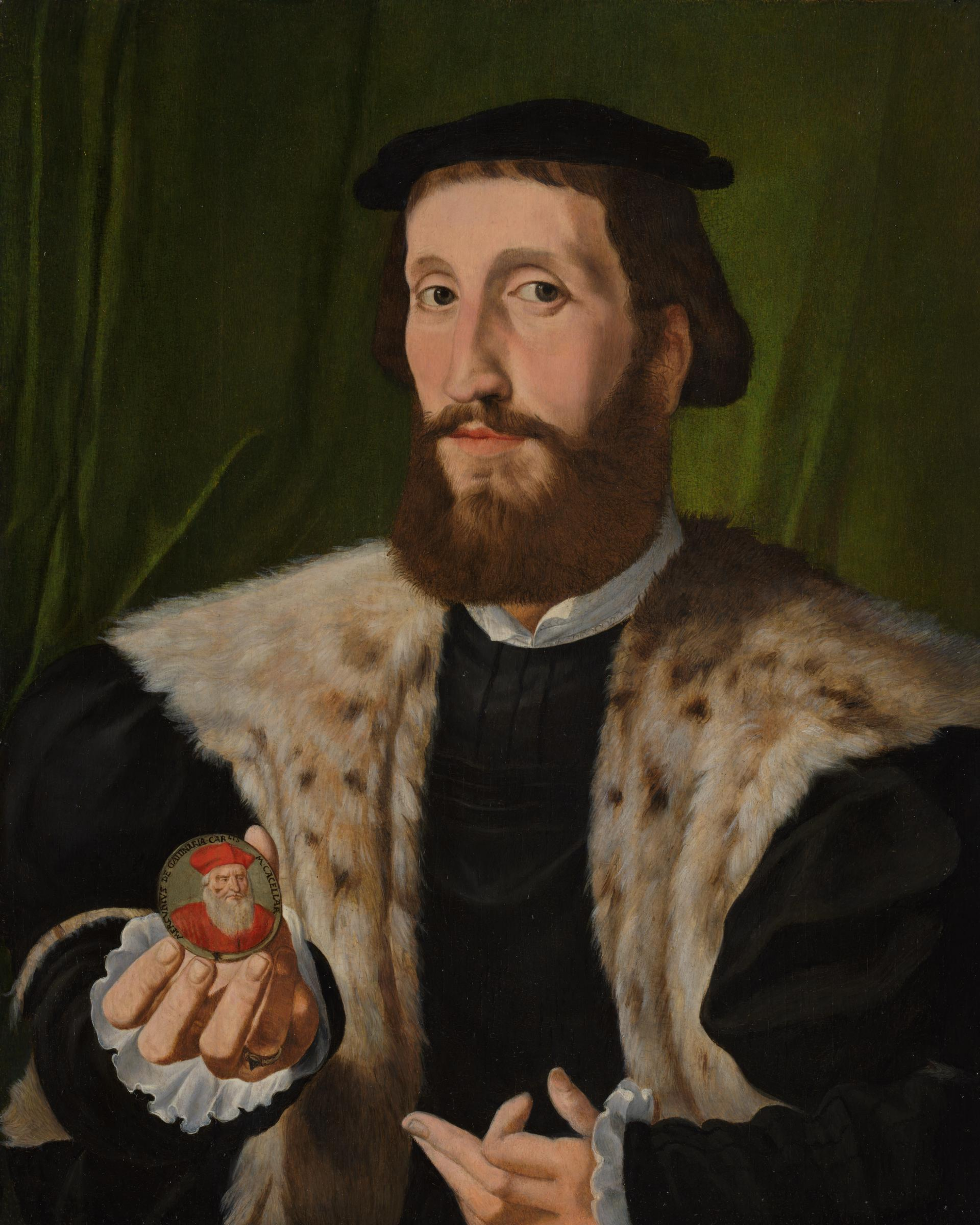
Alfonso de Valdés

Alfonso de Valdés (* um 1490 in Cuenca in Kastilien; † 3. Oktober 1532 in Wien) war ein spanischer Humanist und Politiker.

## Leben
Valdés war der Zwillingsbruder des Theologen und Humanisten Juan de Valdés. 1520 begleitete er Karl V. zu seiner Kaiserkrönung nach Aachen. Seit 1522 war Valdés Sekretär des kaiserlichen Kanzlers Mercurino Gattinara, der bei Kaiser Karl V. eine besondere Vertrauensstellung besaß und sowohl in politischen als auch theologischen Fragen zu den einflussreichsten Ratgebern gehörte. Er stellte einen Rapport zur Schlacht bei Pavia (1525) auf und war wahrscheinlich einer der Mitverfasser der kaiserlichen Briefe von 1526/27 an Papst Clemens VII. und das Kardinalskollegium, die die Einsetzung eines allgemeinen Konzils verlangten. In der Eroberung Roms 1527 sah er ein Strafgericht für die Sünden der päpstlichen Stadt (Dialog „Lactantius“, gedruckt 1529). Valdés war begeistert von den Ideen von Erasmus von Rotterdam. Er begleitete 1529 den Kaiser nach Italien, Deutschland und den Niederlanden und unternahm 1530 auf dem Augsburger Reichstag den Versuch, als einflussreicher Unterhändler zwischen dem Kaiser und Philipp Melanchthon (dem Verhandlungsführer der Protestanten) zu vermitteln. Seine Bemühungen waren jedoch erfolglos.

## Werke
- Valdés, Alfonso de: „Dialogo de Mercurio y Caron: en que allende de muchas cosus graciosas ... en la guerra des del añs de 1521 hasta los desafios de los Reyes de Francia [e] Ynglaterra hechos al Emperador en el año de 1528.“ [Ed. pr.] [S.l.], [1529]
- Valdés, Alfonso de: „Discours uber Kayser Carolen des Fünfften mit dem Khönig aus Franckreich Francisco Valesio gehaltener Schlacht vor Pavien, und was sich sonsten nach der Gefängnuß und erledigung Königs Francisci begeben : In zwey Bücher abgetheilt : Unter erzehlung dieser Geschichten kommen beyde, an einem, als Charon ... anders theils Mercurius ... zusammen ... .“ Amberg 1609.